# Фридек, Мартин (1992)
Ма́ртин Фри́дек (чеш. Martin Frýdek; род. 24 марта 1992, Градец-Кралове, Восточночешский край) — чешский футболист, левый защитник греческого клуба «Арис Салоники». Отец — футболист и тренер Мартин Фридек, младший брат Кристиан также является воспитанником пражской «Спарты».

## Клубная карьера
Фридек — воспитанник клуба пражской «Спарты». 24 февраля 2012 года в матче против «Градец-Кралове» он дебютировал за команду. В том же году на правах аренды Мартин перешёл в словацкую «Сеницу». 15 июля в матче против «Дуклы» он дебютировал в словацкой Суперлиге.
В 2013 году Фридек перешёл в «Слован» из Либерца. 23 февраля в матче против «Баумита» он дебютировал за новую команду. 30 августа 2014 года в поединке против «Баника» Мартин забил свой первый гол за «Слован».
В июле 2015 года Фридек вернулся обратно в «Спарту», подписав с клубом трёхлетний контракт.

## Международная карьера
В 2015 году в составе молодёжной сборной Чехии Фридек принял участие в домашнем молодёжном чемпионате Европы. На турнире он сыграл в матчах против сборных Дании, Сербии и Германии. В поединке против сербов Мартин забил гол.
24 марта 2016 года дебютировал за главную сборную страны в товарищеском матче против сборной Шотландии, отыграв весь первый тайм. Матч закончился победой шотландцев со счётом 1:0.

## Статистика выступлений за сборную
| Матчи Мартина Фридека за сборную Чехии | Матчи Мартина Фридека за сборную Чехии | Матчи Мартина Фридека за сборную Чехии | Матчи Мартина Фридека за сборную Чехии | Матчи Мартина Фридека за сборную Чехии | Матчи Мартина Фридека за сборную Чехии | Матчи Мартина Фридека за сборную Чехии |
| №                                      | Дата                                   | Оппонент                               | Счёт                                   | Голы                                   | Соревнование                           |                                        |
| -------------------------------------- | -------------------------------------- | -------------------------------------- | -------------------------------------- | -------------------------------------- | -------------------------------------- | -------------------------------------- |
| 1                                      | 24 марта 2016                          | Шотландия                              | 0:1                                    | -                                      | Товарищеский матч                      |                                        |
| 2                                      | 29 марта 2016                          | Швеция                                 | 1:1                                    | -                                      | Товарищеский матч                      |                                        |
| 3                                      | 31 августа 2016                        | Армения                                | 3:0                                    | -                                      | Товарищеский матч                      |                                        |
| 4                                      | 8 ноября 2017                          | Исландия                               | 2:1                                    | -                                      | Товарищеский матч                      |                                        |
| 5                                      | 11 ноября 2017                         | Катар                                  | 1:0                                    | -                                      | Товарищеский матч                      |                                        |
| 6                                      | 23 марта 2018                          | Уругвай                                | 0:2                                    | -                                      | Товарищеский турнир                    |                                        |
| 7                                      | 26 марта 2019                          | Бразилия                               | 1:3                                    | -                                      | Товарищеский матч                      |                                        |

## Достижения
«Спарта»
- Обладатель Кубка Чехии: 2019/20